# Décès en mai 1997
Décès
- 1993
- 1994
- 1995
- 1996
- 1997
- 1998
- 1999
- 2000
- 2001

Pour une information complémentaire, voir la page d'aide.

| Date    | Nom                              | Activités                                                                               | Âge      | Source |
| ------- | -------------------------------- | --------------------------------------------------------------------------------------- | -------- | ------ |
| 1er mai | Elena Altieri                    | actrice italienne                                                                       | 80       |        |
| 1er mai | Fernand Dumont                   | sociologue et philosophe québécois                                                      | 69       |        |
| 1er mai | Gérard Gauthier                  | corniste québécois                                                                      | 81       |        |
| 1er mai | Sirius                           | dessinateur belge                                                                       | 85       |        |
| 1er mai | Bo Widerberg                     | cinéaste suédois                                                                        | 66       |        |
| 2 mai   | John Carew Eccles                | neurobiologiste australien                                                              | 94       |        |
| 2 mai   | Paulo Freire                     | pédagogue brésilien                                                                     | 75       |        |
| 2 mai   | Ralph McCreath                   | patineur de fantaisie canadien                                                          | 62       |        |
| 2 mai   | Keith R. Porter                  | biologiste américain                                                                    | 84       |        |
| 2 mai   | Eugene Vale                      | romancier et scénariste américain                                                       | 81       |        |
| 2 mai   | Heinz Ellenberg                  | botaniste allemand                                                                      | 83       |        |
| 3 mai   | Manuel Elizalde                  | anthropologue philippin                                                                 | ?        |        |
| 3 mai   | Sébastien Enjolras               | coureur automobile français                                                             | 31       |        |
| 3 mai   | François Frétellière             | évêque français                                                                         | 71       |        |
| 3 mai   | John Junor                       | éditeur de journaux britannique                                                         | 78       |        |
| 3 mai   | Marcel Karsenty                  | directeur de théâtre français                                                           | 92       |        |
| 3 mai   | Louis Napoléon                   | Prétendant au trône impérial français et ancien résistant de la seconde guerre mondiale | 83       |        |
| 3 mai   | Narciso Yepes                    | guitariste espagnol                                                                     | 69       |        |
| 4 mai   | Wijayananda Dahanayake           | premier ministre sri lankais                                                            | 94       |        |
| 4 mai   | Gilbert Green                    | homme politique américain, chef du Parti Communiste                                     | 90       |        |
| 4 mai   | Alvy Moore                       | acteur américain                                                                        | 75       |        |
| 4 mai   | Paul Vincent                     | animateur radiophonique québécois, imprésario de Roch Voisine                           | 46       |        |
| 5 mai   | Walter Gotell                    | acteur allemand                                                                         | 73       |        |
| 5 mai   | Murray Kempton                   | journaliste américain                                                                   | 79       |        |
| 5 mai   | Tolia Nikiprowetzky              | compositeur français                                                                    | 80       |        |
| 6 mai   | Sydney Joseph Freedberg          | historien de l’art américain                                                            | 82       |        |
| 7 mai   | Theodore Dreier                  | ingénieur américain                                                                     | 94       |        |
| 7 mai   | John Gibbon                      | général britannique                                                                     | 79       |        |
| 7 mai   | Jean-Louis Stalport              | homme politique belge                                                                   | 46 ou 47 |        |
| 7 mai   | Paul Stuart                      | boxeur et journaliste québécois                                                         | 80       |        |
| 8 mai   | Ralph Wendell Burhoe             | éducateur et écrivain américain                                                         | 85       |        |
| 8 mai   | Arthur J. Hanes                  | maire américain de la ville de Birmingham                                               | 80       |        |
| 8 mai   | Pat Hughes                       | joueur de tennis britannique                                                            | 94       |        |
| 8 mai   | Ambroise Lafortune               | prêtre et animateur québécois                                                           | 80       |        |
| 8 mai   | Kai-Uwe von Hassel               | président allemand du Parti chrétien démocrate de Bundestag                             | 84       |        |
| 9 mai   | Rawya Ateya                      | femme politique égyptienne                                                              | 71       |        |
| 9 mai   | Roger Simon Devaney              | entraîneur de football américain                                                        | 82       |        |
| 9 mai   | Marco Ferreri                    | cinéaste italien                                                                        | 69       |        |
| 9 mai   | Hoke Howell                      | acteur américain                                                                        | 67       |        |
| 9 mai   | Rina Lasnier                     | poétesse québécoise                                                                     | 82       |        |
| 9 mai   | Joseph Mbaye                     | ancien ministre sénégalais                                                              | 86       |        |
| 9 mai   | Marie-Thérèse Paquin             | pianiste québécoise                                                                     | 91       |        |
| 9 mai   | Paul Zastupnevich                | costumier américain                                                                     | 75       |        |
| 10 mai  | Bernard Anderson                 | trompettiste américain                                                                  | 77       |        |
| 10 mai  | Louis Remacle                    | homme de lettres belge                                                                  | 86       |        |
| 10 mai  | Jacinto Quincoces                | footballeur international espagnol devenu entraîneur. Sélectionneur de son pays         | 91       |        |
| 10 mai  | Dom Robert                       | bénédictin et maître tapissier français                                                 | 89       |        |
| 11 mai  | David Christie                   | chanteur français                                                                       | 49       |        |
| 11 mai  | Jacques-Gérard Linze             | homme de lettres belge                                                                  | 71       |        |
| 11 mai  | Gilbert Moore                    | poète et journaliste québécois                                                          | ?        |        |
| 11 mai  | Howard Morton                    | acteur américain                                                                        | 71       |        |
| 12 mai  | Charles-Arthur Gauthier          | député fédéral québécois                                                                | 84       |        |
| 12 mai  | George Lessner                   | compositeur américain                                                                   | 92       |        |
| 12 mai  | Jiri Pecka                       | canoéiste tchèque                                                                       | ?        |        |
| 13 mai  | Piotr Eguidès                    | dissident soviétique                                                                    | 79       |        |
| 13 mai  | Fernand Massart                  | homme politique belge                                                                   | 78       |        |
| 13 mai  | Tommy Turrentine Jr.             | trompettiste de jazz américain                                                          | 69       |        |
| 14 mai  | Gaston Baquero                   | écrivain cubain                                                                         | ?        |        |
| 14 mai  | Jambyn Batmönkh                  | homme d’état mongol                                                                     | 71       |        |
| 14 mai  | Rouville Beaudry                 | député québécois                                                                        | 92       |        |
| 14 mai  | Harry Blackstone Jr              | magicien américain                                                                      | 82       |        |
| 14 mai  | Andrzej Drawicz                  | écrivain polonais                                                                       | 65       |        |
| 14 mai  | Paul Pellas                      | géochimiste et cosmologiste français                                                    | 72       |        |
| 14 mai  | Leo Yaffe                        | scientifique nucléaire canadien                                                         | 80       |        |
| 14 mai  | Eduard Zakharov                  | boxeur russe                                                                            | 23       |        |
| 15 mai  | Walter Gotell                    | acteur allemand                                                                         | 72       |        |
| 15 mai  | Laurie Lee                       | poète britannique                                                                       | 82       |        |
| 15 mai  | David T. Martin                  | homme politique américain                                                               | 89       |        |
| 15 mai  | Saadallah Wannous                | dramaturge syrien                                                                       | 56       |        |
| 16 mai  | Giuseppe De Santis               | réalisateur italien                                                                     | 80       |        |
| 16 mai  | Louis Dubrau                     | homme de lettres belge                                                                  | 92       |        |
| 16 mai  | Elbridge C. Durbrow              | diplomate américain                                                                     | 93       |        |
| 16 mai  | Janos Heller                     | écrivain hongrois                                                                       | 72       |        |
| 16 mai  | Donatien Mahele Lieko Bokungu    | général congolais                                                                       | 56       |        |
| 17 mai  | Patrick Aurignac                 | acteur français                                                                         | 32       |        |
| 17 mai  | Mikhaïl Bytchkov                 | hockeyeur russe                                                                         | 71       |        |
| 17 mai  | Kalamabai Gokhale                | actrice indienne                                                                        | 97       |        |
| 18 mai  | Mikhaïl Anikouchine              | sculpteur soviétique                                                                    | 79       |        |
| 18 mai  | François Binoche                 | général français                                                                        | 86       |        |
| 18 mai  | Sunario                          | homme politique indonésien                                                              | ?        |        |
| 19 mai  | Troy Ruttman                     | coureur automobile américain                                                            | 67       |        |
| 19 mai  | Pavel Senisev                    | tireur russe                                                                            | ?        |        |
| 20 mai  | Virgilio Barco Vargas            | président colombien                                                                     | 76       |        |
| 20 mai  | Jean-René Lannuzel               | amiral français                                                                         | 75       |        |
| 20 mai  | John Rawlins                     | réalisateur américain                                                                   | 94       |        |
| 21 mai  | Roland Amstutz                   | acteur français                                                                         | 55       |        |
| 21 mai  | Fiorenzo Carpi                   | compositeur italien                                                                     | 79       |        |
| 21 mai  | Lorenzo Davis                    | joueur puis entraîneur de baseball américain                                            | 79       |        |
| 22 mai  | Emilio Barreto                   | musicien cubain                                                                         | 88       |        |
| 22 mai  | Donald Curtis                    | acteur américain                                                                        | 82       |        |
| 22 mai  | Alfred Hershey                   | biologiste américain, prix Nobel de 1969                                                | 88       |        |
| 22 mai  | Renzo Montagnani                 | acteur italien                                                                          | 66       |        |
| 22 mai  | Cornelius M. Power               | archevêque américain de Portland                                                        | 83       |        |
| 23 mai  | Alberto Baldovino                | Footballeur péruvien.                                                                   | 80       |        |
| 23 mai  | Rosita Garcia                    | actrice mexicaine                                                                       | 90       |        |
| 23 mai  | Mahmoud Tabrizi-Zadeh            | compositeur et musicologue Iranien                                                      | 45       |        |
| 24 mai  | Guilherme de Oliveira Figueiredo | écrivain brésilien                                                                      | 82       |        |
| 24 mai  | Mohammed Fadhi al-Jamali         | premier ministre irakien                                                                | 94       |        |
| 24 mai  | Tal-su Kim                       | auteur sud-coréen                                                                       | 77       |        |
| 24 mai  | Edward Mulhare                   | acteur américain                                                                        | 74       |        |
| 24 mai  | Sepp Weiler                      | skieur acrobatique allemand                                                             | 75       |        |
| 24 mai  | Daniel White                     | compositeur français                                                                    | 85       |        |
| 25 mai  | Mohammad-Ali Djamalzadeh         | écrivain iranien                                                                        | 105      |        |
| 25 mai  | Chester Feldman                  | producteur américain                                                                    | 71       |        |
| 25 mai  | Josef Hofmann                    | scénariste américain                                                                    | 88       |        |
| 25 mai  | Laure Moghaizel                  | féministe libanaise                                                                     | 68       |        |
| 25 mai  | Bohumil Sole                     | scientifique tchèque                                                                    | 63       |        |
| 25 mai  | Marguerite Thiébold              | romancière française                                                                    | 89       |        |
| 26 mai  | Henry Barakat                    | cinéaste égyptien                                                                       | 82       |        |
| 26 mai  | Ralph Horween                    | footballeur américain                                                                   | 100      |        |
| 26 mai  | Manfred von Ardenne              | physicien allemand                                                                      | 90       |        |
| 27 mai  | Robert Ambelain                  | auteur français                                                                         | 89       |        |
| 27 mai  | Clémence Ramnoux                 | philosophe française                                                                    | 92       |        |
| 27 mai  | Manfred von Ardenne              | scientifique allemand                                                                   | 90       |        |
| 28 mai  | Marshall Berger                  | linguiste américain                                                                     | 77       |        |
| 28 mai  | Walter Brandi                    | acteur italien                                                                          | ?        |        |
| 28 mai  | Édouard Muller                   | coureur cycliste français                                                               | 77       |        |
| 28 mai  | John H. Sengstacke               | propriétaire américain de journaux de gauche                                            | 84       |        |
| 28 mai  | John Charles Stack               | rameur en aviron américain                                                              | 84       |        |
| 29 mai  | Jeff Buckley                     | chanteur de rock américain                                                              | 30       |        |
| 29 mai  | William Henry McNichols Jr.      | maire démocrate américain de la ville de Denver                                         | 87       |        |
| 29 mai  | George Fenneman                  | Acteur et animateur de télévision américain                                             | 77       |        |
| 29 mai  | Zheng Shenyu                     | homme politique et éditeur chinois                                                      | ?        |        |
| 30 mai  | Georges Fiori                    | chef d'orchestre québécois                                                              | 71       |        |
| 30 mai  | Patrice Galbeau                  | homme de théâtre français                                                               | 69       |        |
| 30 mai  | Louis Liotta                     | photographe américain                                                                   | 76       |        |
| 30 mai  | Lilianne Rinfret                 | historienne québécoise                                                                  | 76       |        |
| 31 mai  | Ruth Atkinson                    | dessinatrice américaine                                                                 | 78       |        |
| 31 mai  | Arlette Balkis                   | actrice française                                                                       | 86       |        |
| 31 mai  | Alexandre Bès                    | footballeur franco-camerounais                                                          | 30       |        |
| 31 mai  | Frei Damiano                     | moine brésilien                                                                         | 99       |        |
| 31 mai  | Victor Di Bello                  | chef d'orchestre canadien                                                               | ?        |        |
| 31 mai  | Eddie Jones (en)                 | contrebassiste de jazz américain                                                        | ?        |        |
| 31 mai  | Jewel Lafontant-Mankarious       | avocate américaine                                                                      | 75       |        |
| 31 mai  | Rose Will Monroe                 | mannequin américaine                                                                    | 77       |        |
| 31 mai  | Robert Serber                    | théoricien de physique américain                                                        | 88       |        |
| 31 mai  | Victor Tanguy                    | général français                                                                        | 85       |        |
| 31 mai  | Anton Emmerich Zischka           | journaliste autrichien                                                                  | 93       |        |